# Heinrich Götze
Heinrich Götze (* 7. April 1836 in Wartha, Landkreis Frankenstein; † 14. Dezember 1906 in Breslau, Provinz Schlesien) war ein deutscher Musikpädagoge und Komponist.

## Leben und Werk
Heinrich Götze war der Sohn eines Schullehrers und besuchte das Lehrerseminar in Breslau. Er wurde in Musik von Johann Theodor Mosewius und Baumgart unterrichtet. Nach dreijährigem Wirken als Lehrer wurde Götze Schüler des Leipziger Konservatoriums. Er studierte bei Franz Götze Gesang. Er verlor seine Stimme und widmete sich ab diesem Zeitpunkt der musikalischen Lehrtätigkeit und Komposition. Zunächst ging er als musikalischer Hauslehrer nach Russland. Er lebte dann einige Jahre als Privatlehrer in Breslau und wurde 1871 als Seminarlehrer zu Liebenthal (Schlesien)  angestellt. 1885 wechselte er in der gleichen Position nach Ziegenhals (Schlesien). 1896 wurde er schließlich nach Breslau versetzt und 1889 zum königlichen Musikdirektor ernannt.
Heinrich Götze schrieb zwei Serenaden für Streichorchester, sechs Skizzen für Streichorchester, ein Klaviertrio, eine vierstimmige Messe mit Orchester, Psalm 13 für gemischten Chor, zahlreiche Orgel- und Klavierstücke, Lieder, Chorlieder. An musikpädagogischen Lehrwerken verfasste er die Populären Abhandlungen über das Klavierspiel (1879), die Musikalichen Schreibübungen (das war die erste neuere deutsche Arbeit über das Musikdiktat) und Die praktische Anwendung der Harmonielehre beim Unterricht im Orgelspiele.